# Statica grafica
La statica grafica racchiude tutte le tecniche di natura grafica volte alla risoluzione dei problemi di equilibrio dei corpi e dei sistemi di corpi.
I metodi grafici permettono di giungere alla definizione dell'equilibrio attraverso la composizione o la scomposizione delle forze rappresentate in modo convenzionale. Lo stato di equilibrio di un sistema di corpi viene definito quando l'insieme delle forze e delle reazioni vincolari viene rappresentato con un poligono chiuso. Il poligono funicolare è la costruzione fondamentale della statica grafica.
Prima dell'avvento dei calcolatori, i metodi grafici si prestavano molto bene alla trattazione di svariati problemi quali l'equilibrio delle strutture reticolari, di geometria delle masse, di integrazione e derivazione di funzioni, in quanto semplificavano lo studio di problemi che se affrontati per via analitica potevano risultare troppo complessi (se non inattuabili) da risolvere.
Al giorno d'oggi la loro importanza risulta per lo più didattica; in ambito reale si costruisce un modello matematico del sistema sufficientemente accurato per gli scopi di cui si prefigge onde affrontarlo mediante algoritmi numerici molto generali quali ad esempio il metodo delle differenze finite (FDM), il metodo degli elementi finiti (FEM), il metodo degli elementi al contorno (BEM), ecc., che permettono di arrivare al risultato desiderato con la precisione voluta.